# August Witte (Goldschmied)
August Witte (* 20. Januar 1840 in Aachen; † 12. Juli 1883 ebenda) war ein deutscher Goldschmied in Aachen. Er war der Gründer der Firma „August Witte GmbH“, die über drei Generationen hinweg bis 1945 Bestand hatte und sich dabei einen international beachtlichen Ruf erwarb.

## Leben und Wirken
Der Sohn des Schusters Wilhelm Witte aus Osnabrück und seiner aus dem Selfkant stammenden Frau Anna Margaretha Beckers begann seine Ausbildung in der Provinzialgewerbeschule Aachen und lernte zugleich in der Gravurwerkstatt von Jacob Cronenberg. Er vertiefte seine Fertigkeiten in der Goldschmiedekunst in der Werkstatt von Everhard Besco († 1865). Nach dem frühen und berufsbedingten Tod von Besco übernahm der noch junge Witte dessen Werkstatt in der Aachener Harskampstraße und spezialisierte sich auf Gegenstände der sakralen Kunst. Am 18. Oktober 1872 wurde er vom Domkapitel des Aachener Doms zum Stiftsgoldschmied ernannt und bezog eine Dienstwohnung mit Werkstatt am Klosterplatz in Aachen, direkt neben dem Dom. Ebenso wie seine in Aachen tätigen Goldschmiede-Kollegen Martin Vogeno (1821–1888) und Reinhold Vasters (1827–1909) wurde er von dem Kanonikus und Kunsthistoriker Franz Bock durch Vermittlung von Aufträgen maßgeblich gefördert. Witte erwarb sich einen ausgezeichneten Ruf in der „Kunst der Stilnachahmung“, weshalb er auch mit Restaurierungsarbeiten in Maastricht und Fritzlar betraut wurde. Für seine Verdienste wurde er später mit dem Roten Adlerorden der 4. Klasse ausgezeichnet.
August Witte war verheiratet mit Margarethe Pohl (1838–1912), einer Schwester des Bildhauers Wilhelm Pohl, mit der er fünf Söhne und eine Tochter hatte. Nachdem sich herausgestellt hatte, dass drei seiner Söhne ebenfalls das Goldschmiedehandwerk erlernen und in die väterliche Werkstatt einsteigen wollten, firmierte er seinen Betrieb in „August Witte GmbH“ um. August Witte verstarb an den Folgen des unvorsichtigen Einatmens von Quecksilberdämpfen mit erst 43 Jahren und hinterließ seine Ehefrau und noch unmündige Kinder. Er fand seine letzte Ruhestätte in der Familiengruft auf dem Aachener Ostfriedhof, in der auch später einige seiner Nachkommen beigesetzt wurden.
Die Firma „August Witte GmbH“ wurde bis zum Abschluss der Ausbildung des ältesten Sohnes Bernhard Witte (1868–1947) vorübergehend von einem Bruder der Witwe und einem Gesellen geleitet. 1887 übernahm Bernhard dann die väterliche Firma und wurde der erfolgreichste Vertreter der Familie. Er erhielt 1895 von Papst Leo XIII. den Ehrentitel „Goldschmied des Heiligen Stuhls und der Päpstlichen Paläste“.
Sein Bruder Wilhelm Witte (* 1870 in Aachen; † 1894 in Lüttich) absolvierte ebenfalls eine Ausbildung zum Goldschmied. Doch angesichts der starken Konkurrenz in Aachen zog es ihn nach Lüttich, wo er 1894 mit gerade 24 Jahren verstarb und in der Familiengruft in Aachen beerdigt wurde.

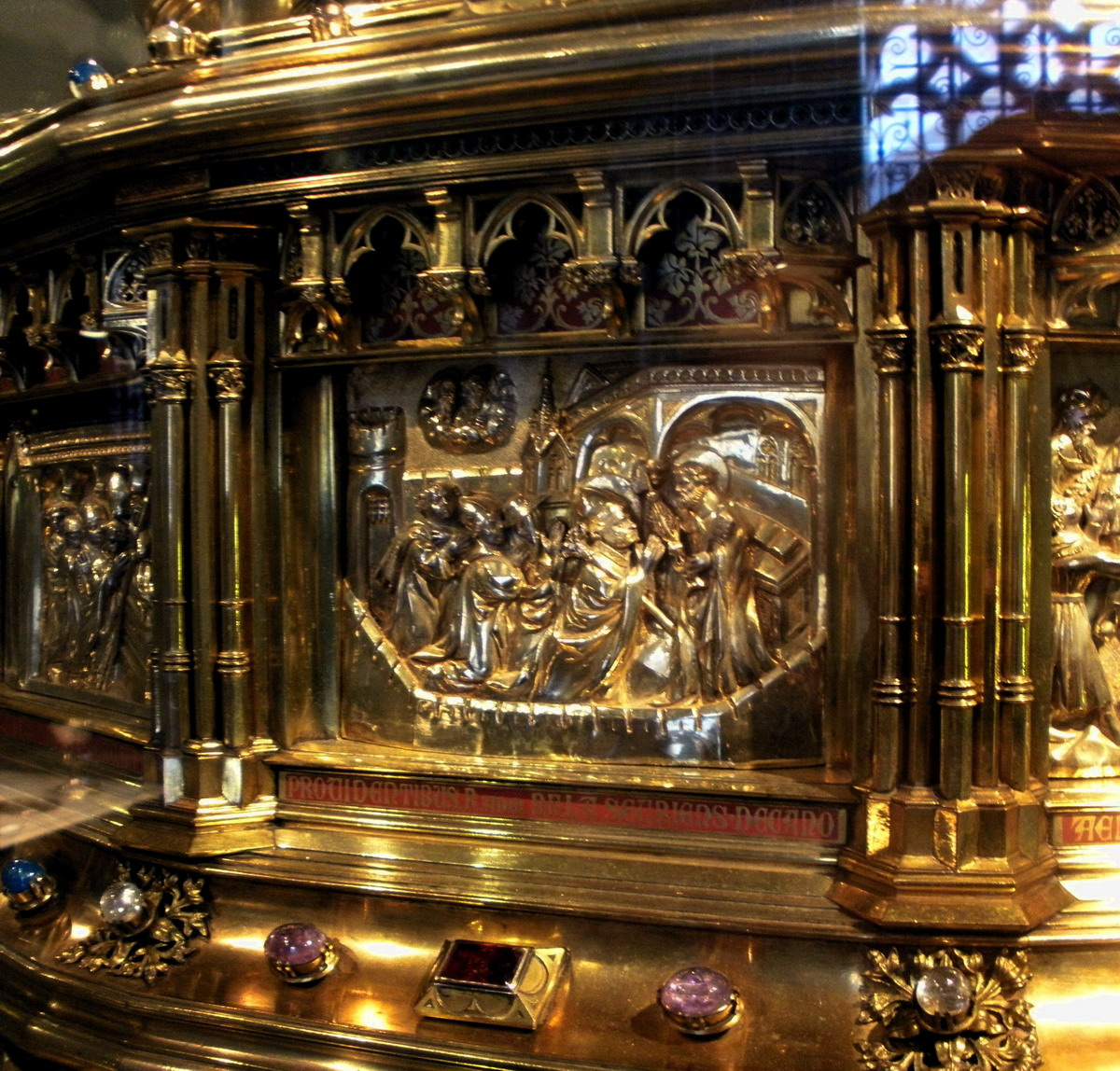
Sockel der Reliquienbüste des Servatius von Tongern von August Witte (2)

Dessen Bruder August Witte (in manchen Quellen „August Witte (2)“; * 8. März 1875 in Aachen; † 11. Juli 1908 Rosbach/Sieg) erlernte ebenfalls das Handwerk des Goldschmieds und arbeitete einige Jahre in der väterlichen Werkstatt, bevor er sich 1899 mit einer Filialwerkstatt in Den Haag niederließ. Auch er verstarb sehr früh im Alter von nur 33 Jahren und sein Leichnam wurde ebenfalls nach Aachen überführt. Die Filiale in Den Haag wurde daraufhin von seinem Bruder Bernhard aufgelöst. August Witte (2) werden folgende Werke zugeschrieben:
- ab 1892: Entwurf und fortlaufende Lieferung des 1892 neu gestifteten Ordens von Oranien-Nassau
- 1896–1900: Heilige, Bischöfe und Sitzfigur sowie Relief mit Szenen aus dem Leben des Heiligen Quirin am Quirinusschrein im Quirinus-Münster Neuss, der nach Entwürfen seines Bruders Bernhard neu angefertigt wurde[3]
- 1899/1900: Metallener Hochaltar der Kapelle des Klosters „Onder de bogen“ in Maastricht
- 1903: Neoromanischer Reliquienschrein der Hl. Wito, Plechelmus und Otger für die Basilika Sint Odiliënberg
- 1908: Neogotischer Sockel der Reliquienbüste des Servatius von Tongern in der St. Servaasbasilijk Maastricht

Die beiden anderen Söhne von August Witte waren Carl Witte (1879–1950) und Robert Bernhard Witte (1881–1946). Carl wurde später Pfarrer an St. Maria und Clemens in Schwarzrheindorf bei Bonn. Dieser gewährte 1945 seinem Bruder Bernhard nebst dessen Familie nach der Zerstörung der Aachener Werkstatt Zuflucht in seinem Pfarrhaus. Nach ihm ist auch die dortige „Wittestraße“ benannt. Sein Bruder Robert Bernhard wurde Bildhauer und Architekt, war vor allem im Raum Dresden tätig und gab 1939 ein Buch u. a. zu Goldschmiedetechniken heraus.

## Werke (Auswahl)

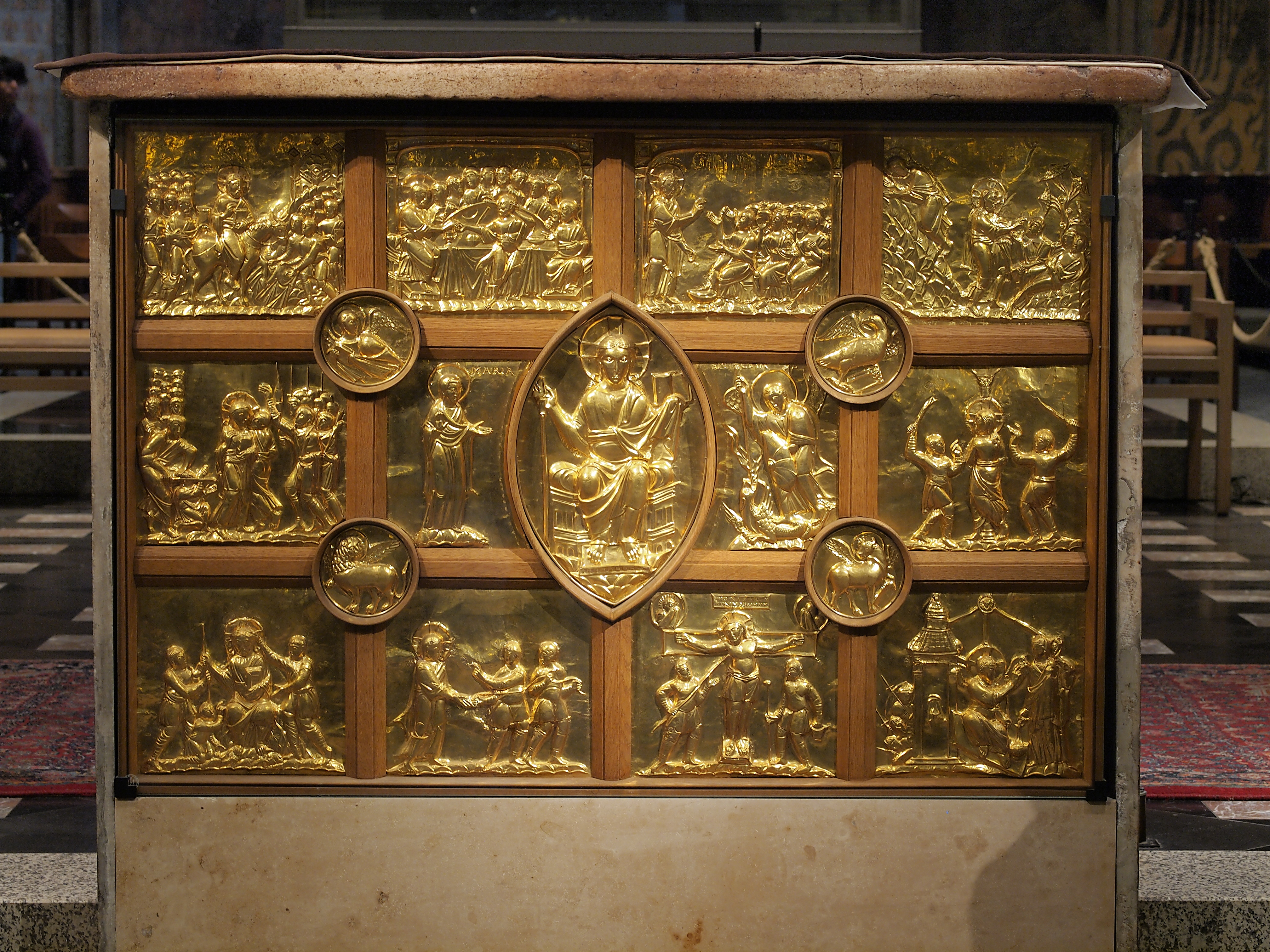
Pala d’Oro, Aachen

- 1871/72: Neuromanischer Emaillerahmen für den Pala d’Oro im Aachener Dom, vermittelt durch den Kanonikus Franz Bock und gestiftet durch Kaiser Wilhelm I. anlässlich des 25. Jahrestages des Bestehens des Karlsvereins.
- 1872: Reliquiar für eine Lendentuchreliquie
- 1873: Instandsetzung der Krone der Karlsbüste
- 1874: silbergetriebene Reliquienbüste für Papst Leo III.
- 1874: Reliquiar mit einer Reliquie eines von Herodes getöteten Kindes
- um 1874/75: neugotisches Altarkreuz, neuromanisches Ostensorium und Reliquiar in Säulenform mit Steinfragmenten der Geißelsäule Christi für den Reliquienschatz der Pfarrkirche St. Peter in Aachen
- 1874 und 1881: Schlösser für den Marienschrein anlässlich der Aachener Heiligtumsfahrt, bis dato noch einfache Vorhängeschlösser ohne besondere Verzierungen
- Datum ungenau: Bischofsstab dem Hl. Georg gewidmet und aufbewahrt in der Aachener Domschatzkammer[7]